# Losari (Rembang)
Losari is een bestuurslaag in het regentschap Purbalingga van de provincie Midden-Java, Indonesië. Losari telt 7341 inwoners (volkstelling 2010).